# Kontynentalny bór sosnowy świeży
Kontynentalny bór sosnowy świeży, subkontynentalny bór sosnowy świeży (Peucedano-Pinetum W.Mat. (1962) 1973) – jeden z zespołów leśnych. Drzewostan zespołu tworzy sosna zwyczajna z domieszką brzozy brodawkowatej i dębu bezszypułkowego. W podszycie dominują jałowce, kruszyna i jarzębina, w runie – borówka czarna, borówka brusznica oraz kostrzewa owcza. Bujna jest także warstwa mszysta utworzona między innymi przez rokiet i płonnik w miejscach bardziej wilgotnych. Miejsca suchsze i prześwietlone opanowują porosty.
Występowanie
W Polsce północno-wschodniej (od płd.-wsch. Borów Tucholskich, przez Dolinę Dolnej Wisły i Pojezierze Mazurskie po Podlasie, a także na bardziej izolowanych stanowiskach w Puszczy Kozienickiej i na Roztoczu).
Charakterystyczna kombinacja gatunków
ChAss. : pomocnik baldaszkowy (Chimaphila umbellata).
DAss. : gorysz pagórkowy (Peucedanum oreoselinum), konwalia majowa (Convallaria majalis), kokoryczka wonna (Polygonatum odoratum), sasanka otwarta (Pulsatilla patens), wężymord niski (Scorzonera humilis), nawłoć pospolita (Solidago virgaurea).
ChAll. : pomocnik baldaszkowy (Chimaphila umbellata), widlicz spłaszczony (Diphasiastrum complanatum), korzeniówka pospolita (Monotropa hypopitys), gruszyczka zielonawa (Pyrola chlorantha), jemioła pospolita rozpierzchła (Viscum album ssp. austriacum).
ChO. : sosna zwyczajna (Pinus sylvestris), chrobotek reniferowy (Cladonia rangiferina), chrobotek leśny (Cladonia arbuscula), widłoząb ciemny (Dicranum fuscescens), widłoząb kędzierzawy (Dicranum polysetum).
ChCl. : widłoząb miotlasty (Dicranum scoparium), rokietnik pospolity (Pleurozium schreberi), gajnik lśniący (Hylocomium splendens), pszeniec zwyczajny (Melampyrum pratense), piórosz pierzasty (Ptilium crista-castrensis), gruszyczka mniejsza (Pyrola minor), gruszyczka okrągłolistna (Pyrola rotundifolia), pawężnica brodawkowata (Peltigera aphthosa), siódmaczek leśny (Trientalis europaea), borówka czarna (Vaccinium myrtillus), borówka bagienna (Vaccinium uliginosum), borówka brusznica (Vaccinium vitis-idaea).